# BICz-7
BICz-7 (ros. БИЧ-7) – radziecki, eksperymentalny samolot o konstrukcji bezogonowej z końca lat 20. XX wieku. Maszynę zaprojektował prekursor tego typu konstrukcji - Borys Iwanowicz Czeranowski.

## Historia
Zebrane podczas prób samolotu BICz-3 doświadczenia, zaowocowały wybudowaniem w 1929 roku większej maszyny opartej na tym samym układzie konstrukcyjnym, oznaczonej jako BICz-7. Samolot pozbawiony był klasycznego, umieszczonego w osi podłużnej maszyny usterzenia pionowego. Zamiast niego, na końcach skrzydeł umieszczono dwa niewielkie stery kierunku pozbawione stateczników. W kadłubie znajdowały się dwa miejsca dla załogi, w układzie tandem. Ster wysokości i lotki podwieszone były pod tylną krawędzią spływu płata. Samolot okazał się być bardzo niestabilny i niesterowny w trakcie lotu. Aby temu zaradzić, w 1932 roku ukończono zmodernizowaną wersję oznaczoną jako BICz-7a. Usunięto w niej stery kierunku z końcówek skrzydeł na rzecz klasycznego, centralnie umieszczonego statecznika pionowego o dużych rozmiarach. Samolot posiadał klasyczne, zastrzałowe podwozie główne z tylną płozą ogonową. Kabina załogi zakryta została owiewką. Samolot napędzany był pojedynczym, trzycylindrowym silnikiem gwiazdowym Bristol Lucifer. Tak przekonstruowana maszyna okazała się być bardzo stabilna w locie, charakteryzując się dobrymi własnościami lotnymi. Do wad zaliczono duże siły działające na drążek sterowy.